# Ощепково (Верещагинский район)
Ощепково — деревня в Верещагинском районе Пермского края. Входит в состав Бородульского сельского поселения.

## Географическое положение
Деревня расположена в верхнем течении реки Ольховка (приток реки Нытва), примерно в 7 км к юго-западу от административного центра поселения, деревни Бородули.

## Население
| 2010 |
| ---- |
| 37   |

## Топографические карты
- Лист карты O-40-62 Верещагино. Масштаб: 1 : 100 000. Издание 1962 г.